# Ballynakill Harbour
Ballynakill Harbour (Baile na Cille in gaelico irlandese) è un'insenatura dell'Irlanda nord-occidentale, situata sulle coste atlantiche della Contea di Galway.

## Descrizione
L'insenatura è piuttosto lunga, all'interno della terraferma, formando più un braccio di mare che una baia. Al centro è situato il villaggio di Letterfrack, ma può essere vista benissimo anche dal Parco Nazionale di Connemara.